# Exxon Valdez
Die Exxon Valdez [ˌɛksɒnvælˈdiːz] war ein unter Flagge der Vereinigten Staaten fahrender Öltanker des amerikanischen Mineralölkonzerns Exxon. Das Schiff lief am 24. März 1989 vor Alaska im Prinz-William-Sund auf Grund und löste damit eine Ölpest und eine der größten Umweltkatastrophen der Seefahrt aus. Nach einer Reparatur wurde es zunächst unter dem Namen Exxon Mediterranean wieder in Betrieb genommen, bevor es 2007 zum Erzfrachter umgebaut und 2012 verschrottet wurde.

## Geschichte
Die Exxon Valdez wurde 1985/1986 unter der Baunummer 438 auf der National Steel and Shipbuilding Company in San Diego Bay für den US-amerikanischen Ölkonzern Exxon (heute ExxonMobil) gebaut und im Dezember 1986 übergeben.

### Unglück 1989
Der Tanker legte am 23. März 1989 nach 21 Uhr von der Öl-Verladestation der Trans-Alaska-Pipeline in der Hafenstadt Valdez ab und steuerte unter Lotsenführung zunächst die Valdez-Meerenge an. Er war mit 1,2 Millionen Barrel (200.800 Kubikmetern) zu etwas über 85 % beladen. Kapitän Joseph Hazelwood verließ 15–20 Minuten nach Ablegen die Brücke; das Kommando hatte der Dritte Offizier Gregory Cousins. Nach Passieren der Engstelle brachte der Lotse das Schiff auf Kurs 219° auf die südwärts führende, für auslaufende Schiffe vorgesehene Route und verließ um 23:24 Uhr das Schiff, nachdem er zuvor den Dritten Offizier darum bitten musste, den Kapitän zurück auf die Brücke zu rufen. Aufgrund von Warnungen der United States Coast Guard vor sich im Weg befindlichem Eis des Columbia-Gletschers änderte Hazelwood den Kurs nach Rücksprache mit dem Vessel Traffic Center (VTC) auf 200° und gab dort auch an, die Geschwindigkeit auf zwölf Knoten reduzieren zu wollen, was jedoch nicht geschah. Hazelwood informierte anschließend den Dritten Offizier Cousins, den Kurs zur Vermeidung des Eises weiter auf 180° ändern zu wollen, was das Schiff in die nordwärts führende, für einlaufende Schiffe vorgesehene Route und darüber hinaus führte. Nach Aussage Cousins instruierte ihn der Kapitän, das Schiff weiter auf Kurs 180° zu halten, bis das Warnfeuer von Busby Island backbord querab liege, um dann Richtung Steuerbord zurück in die Fahrspuren zu drehen. Gegen 23:52 Uhr verließ der Kapitän die Brücke mit dem Hinweis, ihn rufen zu lassen, wenn der beschriebene Punkt der Kursänderung erreicht sei, sollte er dann noch nicht auf die Brücke zurückgekehrt sein.
Vom ursprünglich geplanten Kurs abgekommen und vermutlich durch eine durch Übermüdung des Dritten Offiziers hervorgerufene zu spät vorgenommene Kurskorrektur lief das Schiff am 24. März 1989 kurz nach Mitternacht auf das Bligh-Riff im Prinz-William-Sund vor Süd-Alaska auf. (60° 50′ 27,6″ N, 146° 52′ 48″ W) Hierdurch wurden 10 der 16 Tanksektionen beschädigt, sodass Rohöl in die Umwelt gelangen konnte. Eine weitere Sektion zeigte nur innere Beschädigungen, die Backbordtanks blieben unbeschädigt. Nach Schätzungen von Exxon gelangten insgesamt 258.000 Barrel (41.000 Kubikmeter) Rohöl unkontrolliert in das empfindliche Ökosystem. Mehr als 2000 Kilometer Küste wurden verseucht, Hunderttausende Fische, Seevögel und andere Tiere starben als direkte Folge des Unglücks.

### Aus- und Nachwirkungen des Unglücks

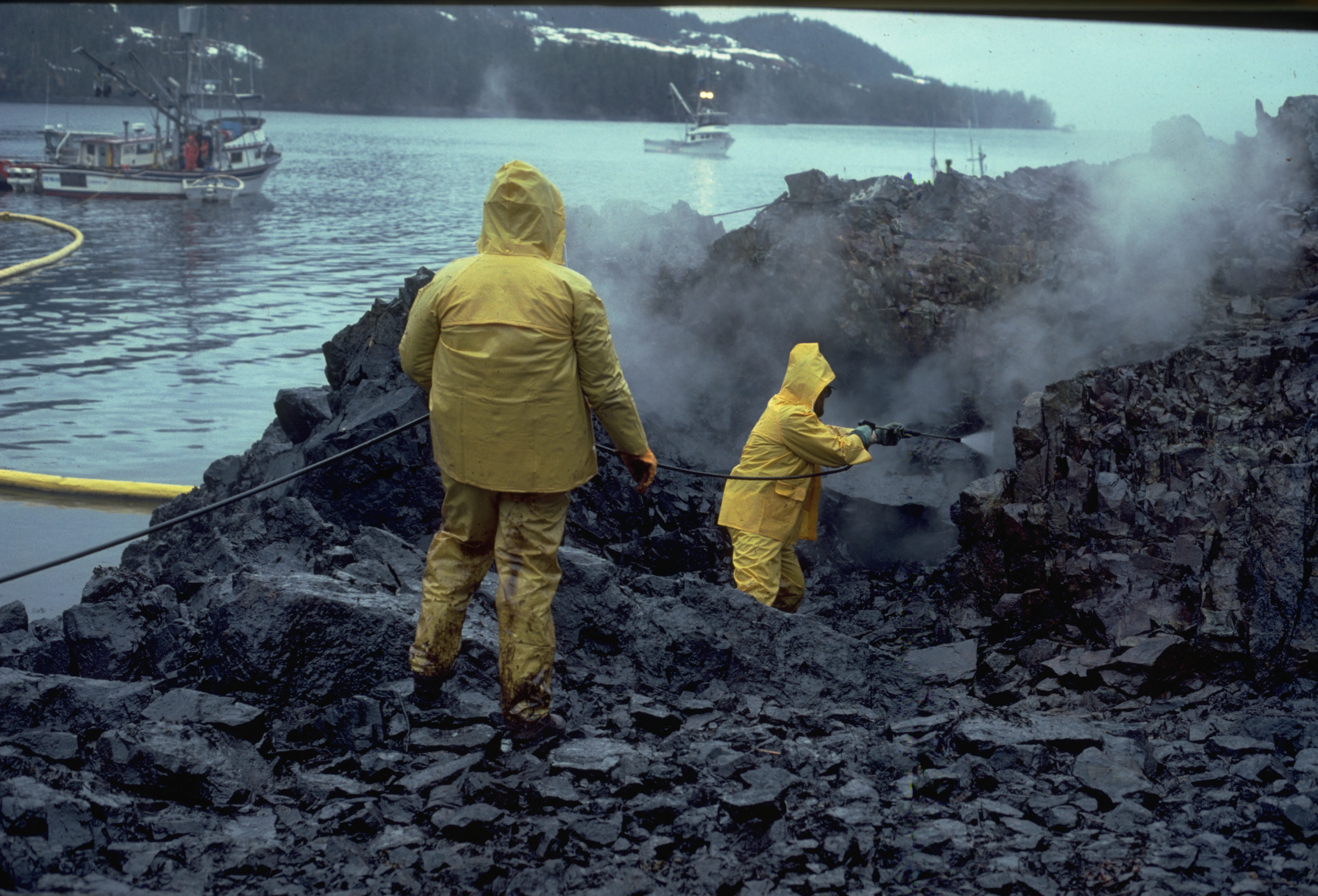
Säubern der mit Öl verschmutzten Felsen nach der Havarie der Exxon Valdez

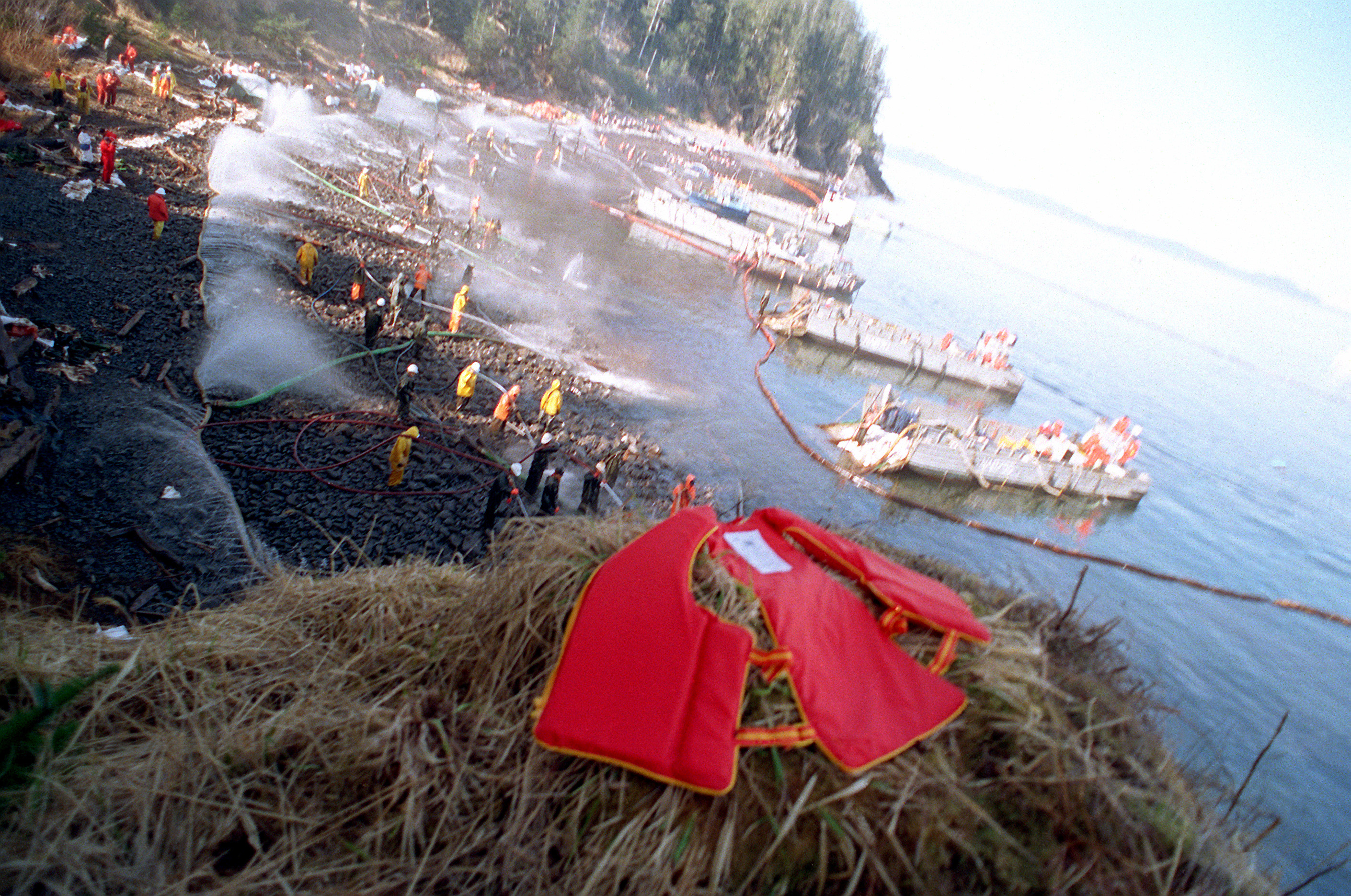
Aufräumaktion

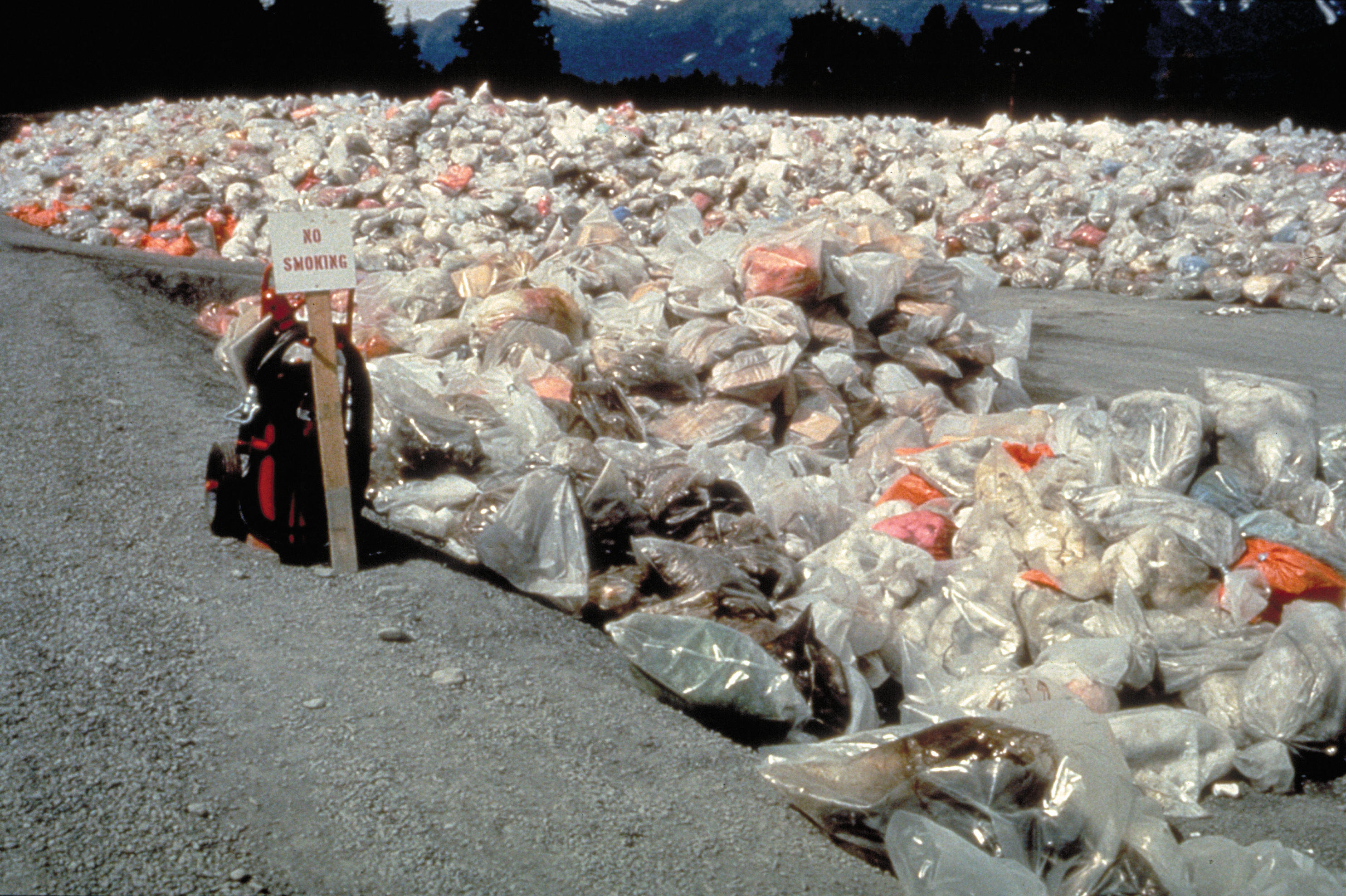
Eingesammelte Ölreste von der Exxon Valdez

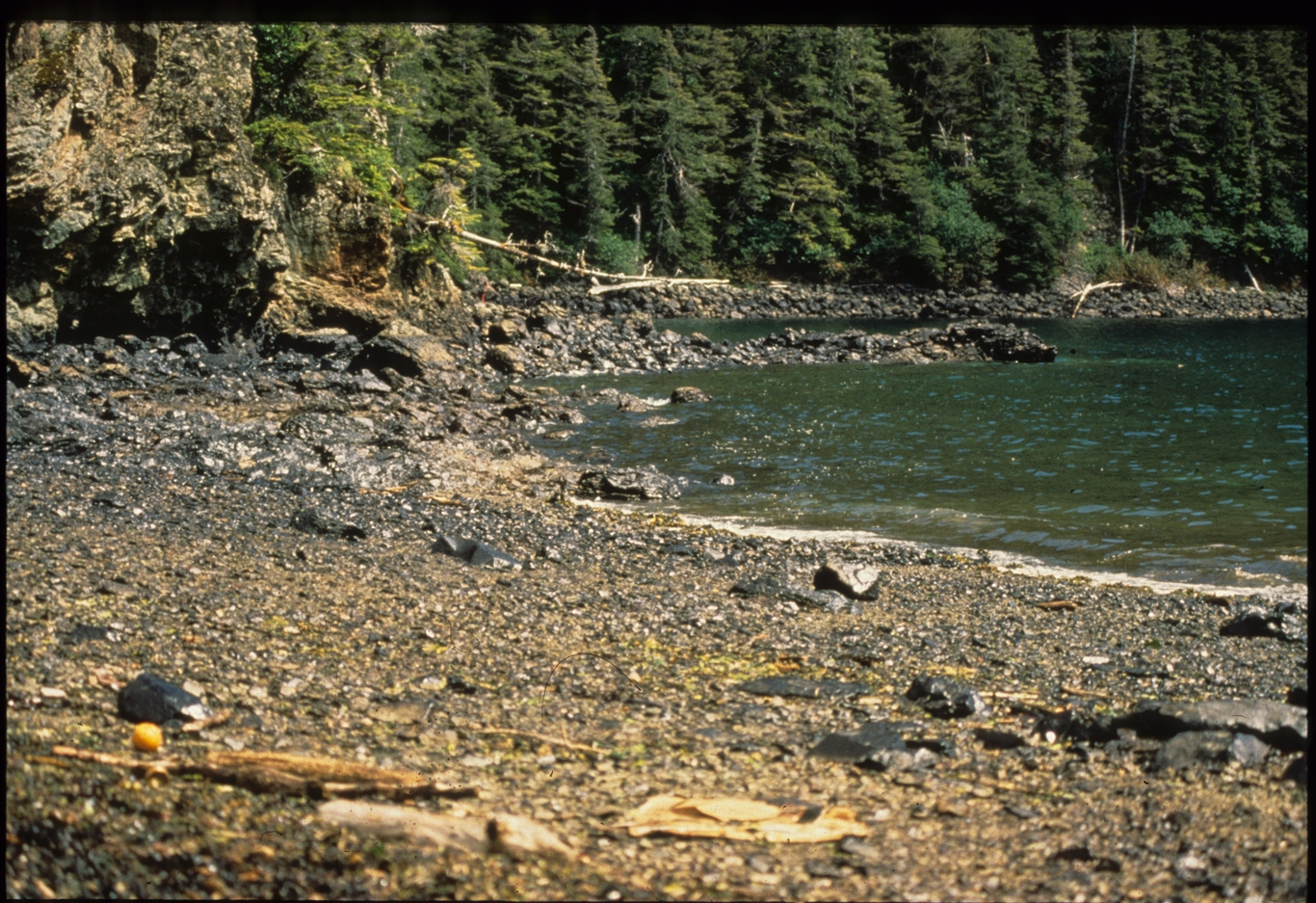
Zustand nach dem zweiten Reinigungsdurchgang

Die Auswirkungen der Katastrophe auf die Umwelt und Wirtschaft der Region wurden erheblich dadurch verschlimmert, dass die US-Behörden damals organisatorisch und hilfstechnisch nicht auf ein so großes Unglück vorbereitet waren. Der für diesen Küstenabschnitt verantwortlichen United States Coast Guard wurden Versäumnisse vorgeworfen. Bei einer Radar-Überwachung des Tankers hätte man ihn rechtzeitig vor dem nahen Riff warnen können. Die Coast Guard wies diese Anschuldigung mit der Behauptung zurück, die Radar-Geräte hätten damals nicht funktioniert und auf dem Stützpunkt habe kurz zuvor ein Schichtwechsel stattgefunden.
Als Folge des Unglücks erließen die Vereinigten Staaten den Oil Pollution Act of 1990, nach dem alle Tankerneubauten eine Doppelhülle haben müssen, um US-amerikanische Häfen anlaufen zu dürfen. Mit anderen Umweltkatastrophen führte das Unglück zu massiver Kritik am Mineralienabkommen CRAMRA, was kurz danach von den Vertragsstaaten aufgegeben wurde.
Kurz nach dem Unglück leitete das unabhängige National Transportation Safety Board eine Untersuchung ein und legte am 31. Juli 1990 den Abschlussbericht vor. Darin wurde festgestellt, dass die Grundberührung der Exxon Valdez wahrscheinlich auf die folgenden Ursachen zurückzuführen war:
- das Versagen des Dritten Offiziers, das Schiff aufgrund von Müdigkeit und übermäßiger Arbeitsbelastung ordnungsgemäß zu manövrieren,
- das Versagen des Kapitäns, aufgrund von Beeinträchtigung durch Alkohol eine ordnungsgemäße Überwachung der Navigation sicherzustellen,
- das Versäumnis der Exxon Shipping Company, einen geeigneten Kapitän und eine ausgeruhte, personell ausreichende Besatzung bereitzustellen,
- das Fehlen einer effektiven Verkehrssicherung aufgrund von unzureichender Ausrüstung und Personalstärke, unzureichender Ausbildung des Personals und mangelhafter Überwachung durch das Management,
- das Fehlen eines effektiven Lotsendienstes.[9]

Kapitän Joseph Hazelwood konnte kein kriminelles Verhalten nachgewiesen werden; er wurde zu einer Geldstrafe von 50.000 US-Dollar wegen illegalen Ablassens von Öl verurteilt. Im Strafverfahren gegen Exxon kam es zu einem Schuldhandel, der zu einer Verurteilung Exxons zu 150 Millionen Dollar Geldstrafe, von denen 125 Millionen wegen Exxons Bemühungen zur Schadensbeseitigung und gezahltem Schadensersatz erlassen wurden, sowie 100 Millionen Dollar Wiedergutmachungszahlungen (Criminal Restitution) führte. Gegenüber den zivilrechtlichen Ansprüchen des Staates Alaska und des Bundes akzeptierte Exxon 1991 die Verpflichtung zur Zahlung von 900 Millionen Dollar über zehn Jahre mit einer Option bis 2006 auf weitere 100 Millionen Dollar im Falle von unentdeckten Schäden. Die Summe wird zur Wiederherstellung der natürlichen Ressourcen verwendet und von einem Treuhänderrat verwaltet. Das Verfahren über einen Anspruch in Höhe von 92 Millionen Dollar zur Beseitigung der unerwartet bis heute verbliebenen Ölreste im Rahmen der Option ist noch nicht abgeschlossen.
Bis zur offiziellen Erklärung der Beendigung der Säuberungsarbeiten 1992 investierte Exxon darin weitere 2,2 Milliarden Dollar. Im von privaten Geschädigten angestrengten Zivilprozess, auf Antrag des beklagten Ölkonzerns als Sammelklage geführt, wurde Exxon 1994 erstinstanzlich zu 287 Millionen Dollar Schadenersatzzahlungen an mehr als 32.000 Geschädigte verurteilt, darüber hinaus zu Strafschadensersatz in Höhe von 5 Milliarden Dollar. Erneut legte Exxon Berufung ein: Berufungsgerichte legten den Strafschadensersatz auf zunächst auf 2,5 Milliarden Dollar fest, schließlich im Juni 2009 rechtskräftig auf 507,5 Millionen Dollar zuzüglich 480 Millionen Dollar Zinsen seit 1994. Vorausgegangen war im Juni 2008 die Kappung des Strafschadensersatzes durch den Obersten Gerichtshof der Vereinigten Staaten auf die Summe des insgesamt bezahlten Ersatzes für die angeblich „tatsächlich erlittenen privaten Schäden“ von 507,5 Millionen Dollar. Bereits im August 2008 hatte ExxonMobil bekanntgegeben, 75 Prozent des Kappungsbetrages an die Kläger auszubezahlen.
Ursprünglich war die zehnfache Summe, anhand des Jahresgewinns des Konzerns, veranschlagt worden. Im Jahr des Urteilsspruchs lag der Jahresgewinn des Unternehmens bei 45 Milliarden Dollar, womit die Geldstrafe lediglich dem Nettogewinn von vier Tagen entsprach. Die Betroffenen reagierten mit Unverständnis auf das Urteil.
Die Region und deren Bewohner haben sich bis zum Jahr 2010 nicht von dem Schaden erholt. Betroffene Fischer sagten, sie hätten 20 Jahre Heringsfischerei verloren, seien aber nur für ein einziges Jahr entschädigt worden. Langfristig vergiften sich die dort lebenden Tiere schleichend über die Nahrungsaufnahme, da die Ölreste in der kalten Umgebung nur langsam abgebaut werden. Fischerei im normalen Umfang war auch 2010 noch nicht wieder möglich.
Auch im Jahr 2019 waren die Spuren des Vorfalls noch sichtbar. Der zuvor ganzjährig befischbare Heringsbestand des Sunds hat sich noch immer nicht erholt. Die örtliche Fischerei ist stattdessen auf den nur 6 Monate im Jahr fangbaren Lachs angewiesen. Nach Ansicht von Einheimischen ist Cordova dadurch zu einer Stadt von Wanderarbeitern geworden.

### Verbleib des Schiffes
Das Schiff wurde 1990 nach einer zehnmonatigen und 30 Millionen US-Dollar teuren Reparatur unter dem Namen Exxon Mediterranean wieder in Betrieb genommen. Im Juli 1993 wurde es in SeaRiver Mediterranean umbenannt. Da mit dem Oil Pollution Act of 1990 ein Gesetz erlassen wurde, welches Schiffen, die mehr als 3.800 m³ Öl verloren haben, die Einfahrt in den Prinz-William-Sund in Alaska verbietet, fuhr es stattdessen in Gewässern des Mittleren und Fernen Ostens sowie um Australien.
Von Mitte März 2005 an fuhr das Schiff unter der Flagge der Marshallinseln als Mediterranean. Ab Sommer 2007 wurde es in Guangzhou, China, zum Erzfrachter umgebaut und im Dezember 2008 unter der Flagge Panamas als Dong Fang Ocean wieder in Fahrt gebracht. Nach einer Kollision am 29. November 2010 mit dem Schiff Aali lag es ab dem 10. Dezember 2010 im Hafen von Dalian auf. Das im April 2011 auf den Namen Oriental Nicety umbenannte Schiff kam am 9. September 2011 schließlich wieder in Fahrt.

### Verschrottung 2012
Im März 2012 wurde das Schiff für rund 16 Millionen US-Dollar an die Global Marketing Systems, ein Handelsunternehmen für Abwrackschiffe, verkauft. Es sollte in Indien verschrottet werden. Eine indische Umweltorganisation klagte jedoch gegen die Verschrottung im Land, weil das Schiff mit Asbest und Schwermetallen belastet sei und seine Verbringung nach Indien damit ein Verstoß gegen das Basler Übereinkommen über die Kontrolle der grenzüberschreitenden Verbringung gefährlicher Abfälle und ihrer Entsorgung sei. Der Oberste Gerichtshof des Landes wies die Klage am 30. Juli 2012 zurück, woraufhin das Schiff am 2. August 2012 am Strand vor Alang unter dem Namen Oriental N zur Abwrackung auf Grund gesetzt wurde.

### Auswirkungen auf die Tätigkeit der IMO ab 1993
Zum Schutz von Mensch und Meeresumwelt wurde als ein Ergebnis der Auswertungen von Schiffsunfällen mit Umweltkatastrophe wie das der „Exxon Valdez“ auf internationaler Ebene in 1993 von der Internationalen Seeschifffahrts-Organisation (International Maritime Organization, IMO) der International Safety Management Code veröffentlicht, welcher seit 1998 internationale Gültigkeit hat.
Bei Seeleuten in der Berufsschifffahrt auftretende extreme Belastungssituationen inkl. unausweichlichem Schlafentzug aus unterschiedlichsten Gründen aus der maritimen Umgebung heraus sind international als Seafarer Fatigue bekannt geworden und spielten auch beim Unglück der Exxon Valdez eine Rolle.
Die Nachrichten für Seefahrer (NfS) veröffentlichten daher auch im deutschen Sprachraum 2002 unter dem Titel „MSC / Circ. 1014 - IMO-Richtlinie zur Linderung von Fatigue (Übermüdung) und Fatigue-Management“ eine weitere entsprechende Reaktion im Rahmen der Rechtsetzungstätigkeit der IMO.
Der MSC / Circ. 1014 nimmt im Zusammenhang mit dem ISM-Code sowohl in englischer (2001) als auch in deutscher Sprache (2002) ausdrücklich wie folgt Bezug auf die Exxon Valdez:
„Der Fall der Exxon Valdez, eines der größten maritimen Seeunfälle des letzten Jahrhunderts, ist einer der vielen Zwischenfälle, bei dem Fatigue als zusätzlicher Faktor bei der Unfallursache ausgemacht wurde. Die International Maritime Organization (IMO) hat eine praktische Anleitung für den Aufbau einer Sicherheitskultur in der Schiffahrt entwickelt, die interessierten Parteien zu einem besseren Verständnis des Phänomens „Fatigue“ verhelfen soll.“

## Technische Beschreibung

### Rumpf, Decks und Ausstattung
Die Exxon Valdez war etwas mehr als 300 Meter lang, erreichte fast 20 Meter Tiefgang, verdrängte voll beladen eine Wassermasse von 240.000 Tonnen und konnte rund 235.000 Kubikmeter Rohöl transportieren.
Das Schiff war zur Zeit des Baus ein typisches Tankschiff in geschweißter Stahlkonstruktion mit durchgehendem Hauptdeck, erhöhtem Vorschiff, Wulstbug und geradem Heck mit Heckspiegel. Ein geteiltes Deckshaus befand sich achtern auf dem Hauptdeck des Schiffes über den Einrichtungen und Unterkünften der Navigationsbrücke, der Vorratskammer, dem Schiffshospital, dem Fitnessraum, dem Schwimmbad und dem Ladungskontrollraum. Ein Portalkran für den Umschlag der Schiffsvorräte war querschiffs im Raum zwischen dem vorderen und hinteren Teil des geteilten Deckshauses installiert. Im hinteren Teil des Deckshauses befanden sich der Raum für das Notstromdieselaggregat, das Inertgassystem, der Lagerraum für Halon-Gasflaschen und der Raum für die Notstrombatterie. Die Maschinenräume unterhalb des geteilten Deckshauses enthielten die Hauptantriebsanlage, den Maschinenkontrollraum, den Rudermaschinenraum, die elektrischen Generatoren für den Schiffsbetrieb und die Hilfsmaschinen.
Sechzehn Fracht- und Ballasttanks befanden sich vor dem Pumpenraum und waren in fünf Quersektionen unterteilt. Diese Sektionen waren, beginnend am Bug, von 1 bis 5 nummeriert, wobei sich in jeder Sektion je ein Backbord-, Mittel- und Steuerbordtank befand. Ein Ballasttank befand sich im Vorpiek; außerdem waren die Backbord- und Steuerbordtanks Nr. 2 und 4 als Ballasttanks zugeordnet. Die Frachttanks für Rohöl bestanden aus allen Tanks der Sektionen 1, 3 und 5 sowie den Mitteltanks Nr. 2 und 4. In allen Frachttanks war eine fest installierte Rohölwaschanlage eingebaut. Zusätzlich befanden sich zwei Sloptanks für die Rohölwäsche hinter den Backbord- und Steuerbordtanks Nr. 5, die mit einem doppelten Boden versehen waren.

### Antrieb
Die Antriebsanlage des Schiffes bestand aus einem langsamlaufenden 8-Zylinder-Zweitakt-Dieselmotor von Sulzer, der direkt auf einen fünfblättrigen Festpropeller wirkte. Die Höchstgeschwindigkeit des Schiffes wurde mit 16,25 Knoten (30,1 km/h) angegeben.

## Rezeption

### Filme und TV-Serien
- 1995 hatte der Tanker einen Quasi-Cameo-Auftritt in dem Spielfilm Waterworld: Dort dient ein alter Tanker als rostiges Hauptquartier einer Armee von Piraten. Als das Schiff mitsamt der Verbrecher versenkt wird, kann man am Heck „Exxon Valdez“ lesen. Außerdem gibt es eine Szene auf dem Tanker, in der ein Bild von Joseph Hazelwood, dem Kapitän der Exxon Valdez, zu sehen ist
- In der Serie Duckman dient die Katastrophe als zynische Phantasieanlage des „Famous Disasters Mini-Golf Course“ (Staffel 1, Folge 4: „Psycho“, März 1994)
- In der Serie Community wird der Bekanntheitsgrad der Exxon Valdez als Maßstab für eine andere Ölkatastrophe genutzt (Staffel 2, Episode 3)
- In der Serie Eine schrecklich nette Familie sagt die Hauptfigur Al Bundy bezüglich seiner Ehe: „Mir geht es wie der Exxon: Ein kleiner Unfall und ein Leben lang bezahlst du dafür“
- In der Serie Friends erwägt Phoebe ihr Kind Exxon zu nennen, woraufhin Chandler auf Exxon Valdez anspielt. (Staffel 4, Episode 18)
- In der Serie Top Gear bezeichnet Richard Hammond den Wagen von James May aufgrund des stetigen Ölverlustes als Exxon Valdez (Staffel 6, Episode 2)
- In der Serie Rockos modernes Leben wird die kaputte „Noxon Valdiz“ in einem Markt zum Verkauf angeboten. (Staffel 1, Episode 11a, @5:50)

### Computerspiele
- Im PC-Spiel Duke Nukem 3D („Atomic Edition“, 1996) befindet sich im Level „Derelict“ der Öltanker „Valdeez 2“.
- Im Computer-Rollenspiel Fallout 2 (1997) kommt ein alter Öltanker vor, der Valdez heißt.
- Im Strategiespiel Warcraft 2 wird ebenfalls auf das Schiff angespielt; ein Cheat, der dem Spieler eine bestimmte Menge der Ressource Öl gibt, lautet Valdez.

### Malerei
- Der Kunstmaler Georg Sternbacher schuf die Serie „Pechvögel“, Materialbilder aus Öl und Pech, die das Leiden der Tiere aufgrund des Unglücks thematisieren.

### Musik
- Exxon Valdez ist der Titel eines Liedes von Achim Reichel auf der CD Oha!. Achim Reichel wurde von Greenpeace zu einem Jubiläum im Jahr 1996 gebeten, ein Lied über eine große Umweltkatastrophe zu schreiben.
- Das Lied „Valdez 27 Million?“ der Band 24-7 Spyz handelt von dem Unglück.
- Es gibt von der Formation Dance 2 Trance in Zusammenarbeit mit Stephan Weidner (Böhse Onkelz) ein Instrumentalstück namens „Remember Exxon Valdez“, welches 1992 auf dem Album „Moon Spirits“ veröffentlicht wurde.
- In Ecuador gibt es eine Ska-Punk-Band namens El Retorno de Exxon Valdez (Die Rückkehr der Exxon Valdez).
- Von Frank Zappa gibt es auf der CD The Yellow Shark den Titel Outrage at Valdez. Teil der Musik wurden – in einer anderen Version – in der Dokumentation Alaska Outrage at Valdez verwendet.
- Auf dem Album „All We Could Do Was Sing“ der Band Port O’Brien aus Kalifornien/Alaska handelt das letzte Lied Valdez von der Ölkatastrophe.
- Der Rapper Prinz Pi erwähnt die Exxon Valdez im Mondlied.
- Die schwedische Band September Malevolence veröffentlichte auf ihrem Album aus dem Jahr 2008 After This Darkness, There’s a das Lied Exxon Valdez.
- Das Lied „Iron Mike“, das vom Musical-Komponisten Jonathan Larson geschrieben wurde, thematisiert die Ölkatastrophe.

## Dokumentarfilme
- Der schwarze Tod von Paul Seed
- Das Alaska Syndrom – Hintergründe einer Ölpest von Axel Engstfeld
- Alaska Outrage at Valdez von der Cousteau-Society, zu der Frank Zappa Musik beigesteuert hat.
- Black Wave – The Legacy of the Exxon Valdez (2008) von Robert Cornellier und Paul Carvalho
- Monika Seynsche: Der lange Schatten einer Ölkatastrophe – Der Exxon Valdez-Unfall von 1989 belastet Mensch und Umwelt noch immer, Deutschlandfunk – Hintergrund vom 22. März 2013